# أرقام قياسية عربية في كتاب غينيس 2023
أرقام قياسية عربية في كتاب غينيس 2023، هي قائمة بالأرقام القياسية التي سجلها عرب في كتاب "غينيس للأرقام القياسية 2023"، حيث يضم الكتاب 2,697 رقم قياسي تم انتقائها من 40 ألف طلب للموسوعة، وضم الكتاب 50 رقماً قياسياً للعرب، وتضم القائمة:
| الرقم القياسي                                         | البلد    | نبذة |
| ----------------------------------------------------- | -------- | --- |
| أكبر مبنى مغطى بالمرايا                               | السعودية | دخل مسرح مرايا في العلا، شمال غرب المملكة العربية السعودية موسوعة "غينيس" للأرقام القياسية، كأكبر مبنى مغطى بالمرايا                                                                           |
| أكثر نسخ هولوغرام متشابهة ومتزامنة لإنسان             | السعودية | دخل الفنان السعودي محمد عبده موسوعة "غينيس" للأرقام القياسية كأكثر نسخ هولوغرام متشابهة ومتزامنة لإنسان.                                                                                       |
| أكبر ساعة على برج                                     | السعودية | دخلت أبراج البيت بمكة المكرمة موسوعة "غينيس" للأرقام القياسية كأكبر ساعة على برج حيث يبلغ قطرها 25 متراً وترتفع لأكثر ن 601 متراً                                                                |
| أطول منارة                                            | السعودية | بطول 133 مترًا، دخلت منارة جدة موسوعة غينيس للأرقام القياسية كأطول منارة في العالم، وتشكل منارة جدة غرفة تحكم لميناء المدينة.                                                                   |
| أكبر قبة جيوديسية                                     | السعودية | بعد افتتاح "سوبردوم جدة" (قبة جدة)، دخل المبنى إلى موسوعة "غينيس" للأرقام القياسية كأكبر قبة جيوديسية                                                                                          |
| أكبر هيكل من أضواء LED                                | السعودية | دخل عمل فني مشارك فيه في مهرجان "نور الرياض" موسوعة غينيس. ويتكون العمل من أكثر من 272 ألف إضاءة "ليد" ليكون أكبر مجسم مضيء.                                                                   |
| الزخرفة المعلقة الأكثر لمعاناً في العالم               | السعودية | حقق عمل فني المشارك في مهرجان نور الرياض رقماً قياسياً كألمع زينة معلقة، وقد علق العمل على برج المملكة في العاصمة السعودية الرياض.                                                               |
| أكبر مجسم لسيارة فورمولا 1 مبنية من قطع الليغو        | السعودية | سجل مجسم الفورمولا الذي بناه الاتحاد السعودي للسيارات والدراجات النارية رقماً قياسياً كأكبر مجسم لسيارة فورمولا 1 مبنية من قطع الليغو بحجم يعادل 5710 مم X 2048 مم X 1072 مم                     |
| أكبر تبرع لعلاج مريض                                  | الإمارات | |
| أكثر عدد من أشرطة التوعية التي يتم صناعتها خلال ساعة  | الإمارات | |
| أكبر عدد مشاركات في تلوين لوحة عملاقة                 | الإمارات | |
| أول مختبر مطبوع بتقنية الطباعة ثلاثية الأبعاد         | الإمارات | |
| صورة لأطول مبنى                                       | الإمارات | |
| أطول فندق في العالم                                   | الإمارات | |
| أكبر حديقة مائية قابلة للنفخ                          | الإمارات | |
| أكبر مسبح مخصص للغوص                                  | الإمارات | |
| أطول Zipwire                                          | الإمارات | |
| أكبر رقصة متزامنة لسيارات                             | الإمارات | |
| أكثر عدد انصارات بدوري أبطال افريقيا                  | مصر      | |
| أثقل وأكبر ثريا في مسجد                               | مصر      | دخلت ثريا مسجد حسن الشربتلى بحي التجمع الأول أحد الأحياء الجديدة بالقاهرة موسوعة غينيس كأكبر وأثقل ثريا في العالم                                                                              |
| أكبر كف يد لإنسان                                     | مصر      | دخل المصري محمد شحاته عبدالجواد محمد موسوعة غينيس، كصاحب أكبر كف يد لإنسان في العالم على قيد الحياة، بواقع 31.3 سم عن يده اليسرى                                                               |
| أكثر عدد تكرارات ضغط على إصبع واحد خلال دقيقة         | مصر      | |
| أكبر لوحة مصنوعة بالخيوط والمسامير                    | العراق   | سجل الفنان العراقي، سعيد هويدي، رقماً قياسياً عبر انجازه أكبر عمل فني بالخيط والمسمار في العالم، واستخدم خيط متصل واحد ليشكل لوجته التي بلغت أبعادها 6.3 متر مربع                                |
| أكثر عدد بيض متوازن على ظاهر الكف                     | العراق   | |
| أعلى وزن أثقال عن فئة أصحاب الهمم                     | الأردن   | |
| أطول منزلق داخلي                                      | الكويت   | حقّقت "لوبز" في دولة الكويت رقماً قياسياً لأطول منزلق داخلي |
| أصغر شخص يتسلق القمم البركانية السبع الأعلى في العالم | الكويت   | حقق الشاب الكويتي، يوسف الرفاعي (عندما كان عمره 24 عاماً و119 يوماً ) رقماً قياسياً كأصغر شخص يتسلق القمم البركانية السبع الأعلى في العالم، حيث نجح خلال 6 أعوام من رفع علم بلاده في قارات العالم. |
| أطول فترة في وضعية القرفصاء على حائط                  | لبنان    | |
| أكثر عدد شقلبات عكسية على قدم واحدة                   | المغرب   | |
| أسرع وقت في عبور دولة قطر على كرسي متحرك              | قطر      | |
| أطول لعبة أفعوانية داخلية                             | قطر      | |
| أكثر عدد جنسيات في درس يوجا                           | قطر      | |
| أكبر صحن كسكس                                         | الجزائر  | |
| أطول مئذنة                                            | الجزائر  | |
| أسرع وقت في تحديد أسماء الدول من خرائطها              | البحرين  | |
| أكثر عدد تكرارات ضغط بوزن إضافي 40 باوند خلال 3 دقائق | سوريا    | |
| أكثر عدد ضربات جزاء خلال ساعة حققها بقدم واحدة        | السودان  | |